# Jacques Henri de Cheusse
Jacques Henri, seigneur de Cheusse, fut le dernier seigneur de Rochefort jusqu'en 1665, avant la création de l'arsenal royal.

## Famille
Jacques Henry, cinquième du nom, est le fils de Jacques Henry et de Marie Yvon, dame héritière de Cheusse, fille de Paul Yvon, sieur de Lauzière, de Laleu et de Cheusse à Sainte-Soulle, calviniste, maire de La Rochelle. Il descend de Jacques Henry, maire de La Rochelle lors du siège de 1573.
Il a deux sœurs : Élisabeth Henry de Cheusse qui épouse en 1653 Louis Herbert, seigneur de Grandmont, Bellefont et La Garenne, et Madeleine Henry de Cheusse qui épouse, le 2 novembre 1655 à Saint-Soulle, René de Culant, marquis de Ciré.
Il se marie vers 1660 à La Rochelle avec Renée de Loseré, dame héritière de Rochefort, fille de Gédéon de Lauzeré, seigneur de Rochefort, et de Renée Thévenin. 

Ils ont cinq enfants: 
- Louise-Madeleine Henry, mariée le 10 juillet 1679 au Temple de Charenton avec Nicolas de Rambouillet de la Sablière, fils d'Antoine de Rambouillet de La Sablière et de Marguerite Hessein de La Sablière[1] ;
- Vincent Gédéon Henry de Cheusses, général au service du Danemark, marié en Hollande avec Lucrèce van Aerssen (fille de Corneille van Aarsen), d'où Frédéric de Cheusses, Carel Emilius Henry de Cheusses et Jacob Alexander Henry de Cheusses ;
- Henriette Henry née en 1668 ;
- Esther Henry née en 1669 mariée à Frédéric Suzannet, baron de La Forest et mère de Frédéric-Henri Suzannet de La Forest, et
- Marie Anne Henry.

## L’expropriation

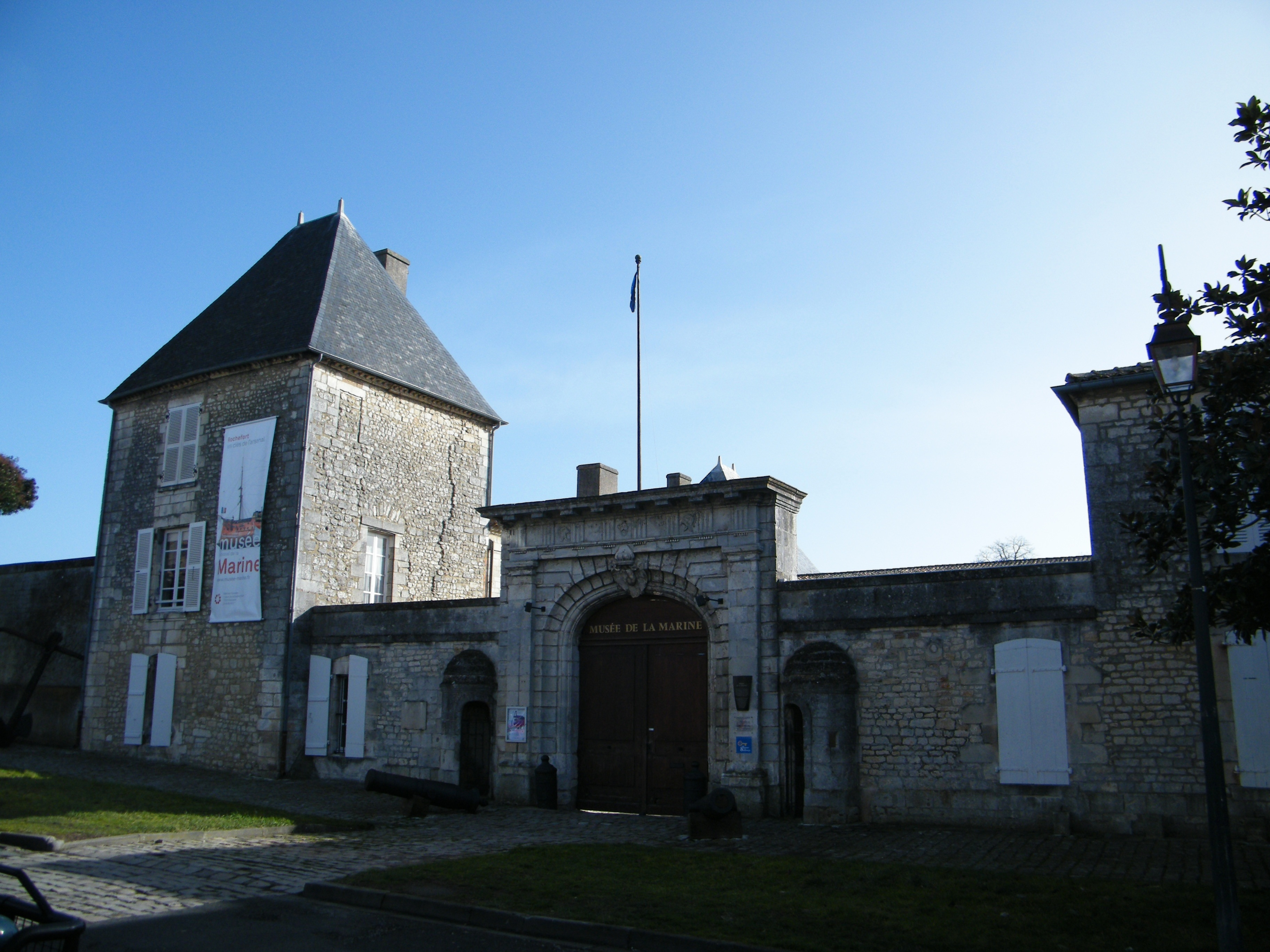
Hôtel de Cheusses, à Rochefort.

La Seigneurie de Rochefort avait été donnée par Henri IV à son premier valet de chambre, Adrien de Lozéré, par engagement pour 35 568 écus. Sa petite-fille épousera Jacques Henri de Cheusse, seigneur de Cheusse, Laleu, La Jarrie et Fronsac.
Jacques Henry de Chausse était donc seigneur engagiste, ce qui permettait de lui retirer le fief sans son accord, contre une juste indemnisation, contrairement à la seigneurie de Soubise possédée par les Rohan qui avaient refusé un échange, et aux Mortemart qui en demandaient une trop forte somme. Pourtant Colbert aurait préféré installer l’arsenal plus près de l'embouchure de la Charente.
Colbert a choisi Rochefort pour y édifier un arsenal, un port sur la Charente et une ville.
Jacques Henri de Cheusse fut donc exproprié de ses terres rochefortaises par Colbert en 1666 moyennant 50 000 écus, il fut maintenu dans sa noblesse l'année suivante.
Le musée national de la Marine de Rochefort est installé dans l'hôtel particulier qui a conservé le nom d’hôtel de Cheusse.

## Histoire de la famille Henry
Après la révocation de l'édit de Nantes, la famille qui demeurait à Paris préféra s'exiler aux Provinces-Unies. Leur fils Vincent-Gédéon Henri de Ceusse, marié à Lucrèce Van Aersson, partit pour le Suriname, donnant plusieurs gouverneurs de province sous le nom de Henriy de Cheusses (Carel Emilius Henry de Cheusses et son frère Jacob Alexander Henry de Cheusses), tandis qu'une autre partie de la famille subsiste en France sous le nom de Henri.
La famille Henry a été maintenue de noblesse du premier septembre 1667 et subsiste toujours en Vendée, à Fontenay-le-Comte.
Armes de la famille Henri, anciens seigneurs de Cheusse (d'après l'Armorial des familles nobles du Poitou, par Jacques-Xavier Carré de Busserolle) : d'azur, à trois épis de blé d'or.
Un des descendants, Marcel Henri, fonda la caserne de pompiers de Fontenay-le-Comte, dont il devint colonel. Une place de la ville porte son nom.